# Уске, Самуил
Самуил Уске (ок. 1500 — после 1555) — португальский поэт и историк еврейского происхождения.
О его жизни ничего не известно, кроме факта его переселения в Сафед.
Родственник (но не брат) типографа Авраама Уске.

## «Утешение скорбям Израиля» (1553)
Написал на португальском языке «Consolação às Tribulações de Israel» («Утешение скорбям Израиля», Феррара, 1553; 2-е изд., Амстердам, без даты), где описаны страдания еврейского народа и выяснены причины его постоянных бедствий.
Эта поэма в прозе, посвящённая Грасии Мендес, состоит из трёх бесед между пастухами Яковом (Icabo), Нахумом (Numeo) и Захарией (Zicareo). Первый оплакивает судьбу евреев с начала их существования, но его товарищи утешают его, доказывая, что страдания, претерпеваемые Израилем, должны очистить его и привести к вечному его счастью. В первых двух беседах рассказывается история евреев до разрушения второго храма, на основании книг Маккавеев и Иосифа Флавия. В третьей беседе описывается мартиролог евреев до эпохи автора; начинается она с рассказа о преследованиях евреев при Сисебуте и доведена до описания судьбы изгнанников с Пиренейского полуострова.
Главными источниками Уске, кроме вышеназванных книг Маккавеев и Иосифа Флавия, были:
- «Fortalitium fidei» Альфонса де Спина, на которого он нападает,
- «Coronica de España»,
- «Estorias de S. Denis de França»,
- «Coronica dos Emperadores e dos Papas» и др.

По мнению Греца, Уске и Иуда ибн-Верга пользовались сочинением Профиата Дурана (ум. ок. 1415) «Zikkaron ha-Schemadot».
Иосиф га-Коген часто пользовался «Consolação» («Утешением») для своего труда «Emek ha-Васhа» («Долина плача», 1575).